# Jerzy Dowgird
Jerzy Dowgird (ur. 7 grudnia 1917 w Charkowie, zm. 19 października 2003) – polski koszykarz i trener koszykówki. Mistrz Polski jako zawodnik i trener.

## Życiorys
Okres dwudziestolecia międzywojennego spędził na Litwie. Uczęszczał do Gimnazjum im. Adama Mickiewicza w Kownie, grał w koszykówkę w klubie Sparta Kowno. W 1940 zamieszkał w Wilnie. Był żołnierzem Armii Krajowej. Po zakończeniu II wojny światowej przeniósł się do Łodzi. Był zawodnikiem YMCA Łódź, z którym sięgnął po mistrzostwo Polski w pierwszym, historycznym sezonie ligowym (1947/1948), a następnie wicemistrzostwo Polski (1949). W latach 1947–1949 wystąpił 17 razy w reprezentacji Polski, m.in. w mistrzostwach Europy w 1947, w których zajął z drużyną 6 miejsce (w siedmiu spotkaniach zdobył 36 punktów).
Następnie został grającym trenerem zespołu Spójnia Łódź. Zdobył z nim dwukrotnie mistrzostwo Polski (1950, 1952) oraz brązowy medal mistrzostw Polski (1951). Prowadził tę drużynę jeszcze przez kolejne dwa sezony. W sezonie 1960/1961 prowadził w II rundzie I ligi Społem Łódź.
Przed śmiercią mieszkał w Piasecznie.
Brat Adama Dowgirda.